# Bnej Necarim
Bnej Necarim (hebrejsky בני נצרים, doslova Synové Necarim, v oficiálním přepisu do angličtiny Bne Netsarim, přepisováno též Bnei Netzarim) je vesnice typu mošav v Izraeli, v Jižním distriktu, v Oblastní radě Eškol.

## Geografie
Nachází se v nadmořské výšce 85 metrů na severním okraji písečných dun Cholot Chaluca, cca 5 kilometrů jižně od obce Jevul.

## Dějiny
Vznikla po roce 2005 v důsledku realizace plánu jednostranného stažení, kdy bylo z pásma Gazy vystěhováno několik tisíc izraelských osadníků. Usadily se v ní některé rodiny z osady Necarim, která byla v rámci tohoto plánu vysídlena. Populace je udávána jako nábožensky orientovaná.
Vesnice byla založena roku 2008. Zpočátku probíhala výstavba domů a obyvatelé zatím na místě nepobývali. Žili v provizorních domech v nedaleké obci Jevul. Šlo o 80 rodin, které si zřídily mateřskou školu i základní školu nazvanou Na'am Necarim (נעם נצרים), synagogu. Formálně se samostatnou obcí stala roku 2010.
Jde o součást plánu na osidlování písčité pouštní oblasti Cholot Chaluca, na kterém se podílí Židovský národní fond.

## Demografie
Podle údajů z roku 2014 tvořili naprostou většinu obyvatel v Bnej Necarim Židé (včetně statistické kategorie "ostatní", která zahrnuje nearabské obyvatele židovského původu ale bez formální příslušnosti k židovskému náboženství).
Jde o menší sídlo vesnického typu s dlouhodobě prudce rostoucí populací. K 31. prosinci 2014 zde žilo 485 lidí. Během roku 2014 počet obyvatel stoupl o 9,2 %. Populace vesnice je mimořádně mladá. K roku 2013 obec patřila mezi 10 venkovských sídel v Izraeli s nejvyšším podílem obyvatelstva ve věku do 17 let (64,7 % z celkové populace obce).
| Rok            | 2012 | 2013 | 2014 |
| -------------- | ---- | ---- | ---- |
| Počet obyvatel | 390  | 444  | 485  |